# 杉山成知
杉山 成知（すぎやま なりとも）は、江戸時代後期の弘前藩家老。石田三成・津軽信枚の子孫。遠縁に内務官僚、長崎県知事の杉山宗次郎がいる。

## 生涯
天保12年（1841年）、弘前藩重臣・杉山成範の嫡男として誕生。
元治元年（1864年）、江戸詰めの用人であった頃、禁門の変が発生し、家老代理として上京した。慶応4年（1868年）4月には家老となる。佐幕を主張し、碇ヶ関を丸太で閉鎖して官軍の入国を拒むなどし、解任された。のち再び家老として箱館戦争の軍事総監となり、食禄150俵と刀料金200両を賜っている。
明治2年（1869年）10月、権大参事に任命された。明治10年（1877年）の西南戦争では、旧藩士召募を行い、東京で隊長となったが、実戦には参加しなかった。後年、中・南・北津軽郡長を務めた。
同5年（1872年）4月、「奉請北巡建言書」を提出し、明治天皇の東北巡幸を請願した。
明治28年（1895年）、死去。墓所は弘前市宗徳寺。

## 家族・親族
妻・家老山中逸郎の娘 (兄弟に宮中顧問官佐藤愛麿 伯爵珍田捨巳
の妻 岩 )
長男・杉山壽之進 (1893年生まれ、東京帝国大学卒、教育者)
次男・白鳥保五郎(1894年生まれ、中央大学卒、第百銀行支配人)
次男養父・白鳥良太郎 (1855年生まれ、青森県士族、裁判所書記官)
次男養祖父・白鳥数馬 (1823年生まれ、青森県士族、軍監、勤王の功により贈従五位
兄弟に 同 高杉左膳)
次男養妹・白鳥とせ (1880年生まれ、青森県戸長
清水理兵衛 長男瀧太郎妻)
次男養妹・白鳥みつ (1884年生まれ、青森県士族
第五十九国立銀行監査役野呂文八郎 二男日本郵船秘書役野呂美雄妻)
次男養伯母・白鳥ふみ (1849年生まれ、青森県戸長水木忠助妻、水木氏は北畠氏庶流、忠助の親戚は水木千代吉、長女の夫は貴族院議員佐藤源蔵)